# Nautilocalyx sastrei
Nautilocalyx sastrei är en tvåhjärtbladig växtart som beskrevs av Wiehler. Nautilocalyx sastrei ingår i släktet Nautilocalyx och familjen Gesneriaceae. Inga underarter finns listade i Catalogue of Life.